# Walker (rivière)
Pour les articles homonymes, voir Walker.
 (janvier 2016).
Si vous disposez d'ouvrages ou d'articles de référence ou si vous connaissez des sites web de qualité traitant du thème abordé ici, merci de compléter l'article en donnant les références utiles à sa vérifiabilité et en les liant à la section « Notes et références ».
La rivière Walker est une rivière dans le centre occidental du Nevada aux États-Unis, d'environ 80 km de long. Elle irrigue une partie aride du Grand Bassin au sud-est de Reno, avec un bassin hydrographique qui s'étend jusqu'aux montagnes de la Sierra Nevada. Elle s'écoule dans un bassin fermé, fournissant la source d'approvisionnement principale du lac Walker ainsi que du lac Topaz.

## Géographie

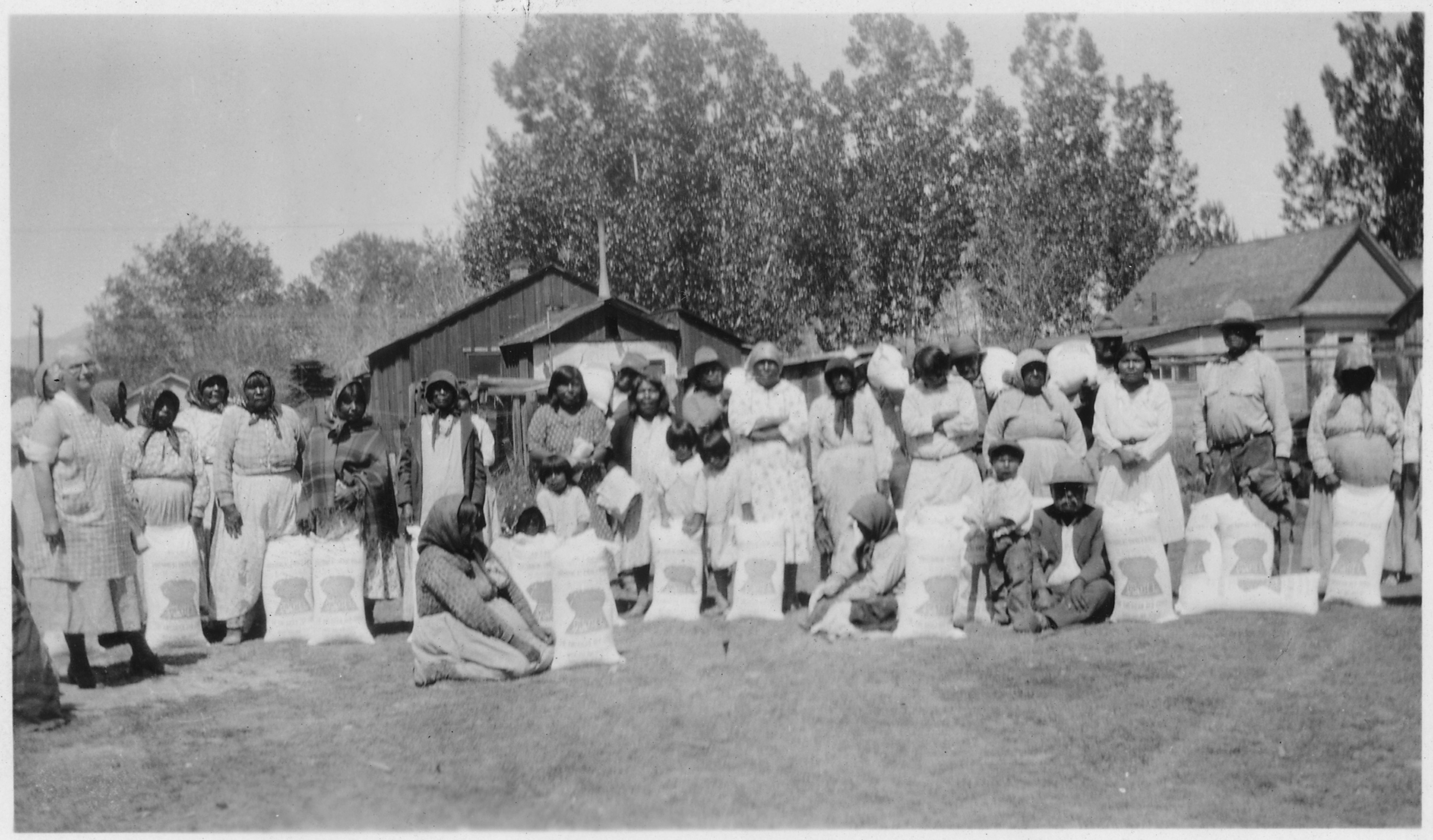
Indiens de la Réserve indienne.

Elle est formée au sud du Lyon County, à 11 km au sud de Yerington dans le Nevada, par la confluence de deux cours d'eau, nommés les Walker orientale et occidentale (East et West Walker River). La branche orientale vient du réservoir de Bridgeport, alors que la branche occidentale résulte directement de la fonte des neiges. La rivière Walker coule au départ vers le nord, puis à Yerington tourne brusquement vers le sud-est, coulant à travers la Réserve indienne dite de la rivière Walker, près de Schurz. Elle entre ensuite au nord du lac Walker, le long du versant est du Wassuk Range, à 32 km nord-nord-ouest environ de Hawthorne.
La plus grande partie du flux de la rivière est absorbée par l'irrigation avant d'atteindre le lac Walker. Les diversions ont provoqué une baisse du niveau du lac de 42 m entre 1882 et 1994. La branche orientale de la rivière est un des derniers lieux naturels de pêche à la truite en Californie.
À la suite d'une très abondante chute de neige durant l'hiver 1996-1997 et d'un printemps très chaud, la branche occidentale de la rivière Walker a débordé à des niveaux sans précédent. La plus grande partie des 48 km où l'autoroute 395 côtoie la rivière dans un canyon furent emportés par l'eau.